# يوم أوارة الأول
يوم أواره الأول هي معركة بين المنذر بن ماء السماء وقبيلة بكر بن وائل التي خرجت عن طاعته، فسار إليهم إلى منطقة أواره ليرجعهم إلى طاعته فأبوا، فقاتلهم وهزمهم وكان قد أقسم بأن يقتلهم في أعلى جبل واره حتى يسيل دمهم إلى الوادي، فبدأ في قتلهم في قمة الجبل، ولكن الدم جمد فقيل له لو صببت الماء لوصل الدم إلى الوادي، فصبوا الماء ووصل الدم إلى الوادي،